# Croix de chemin
 (décembre 2017).

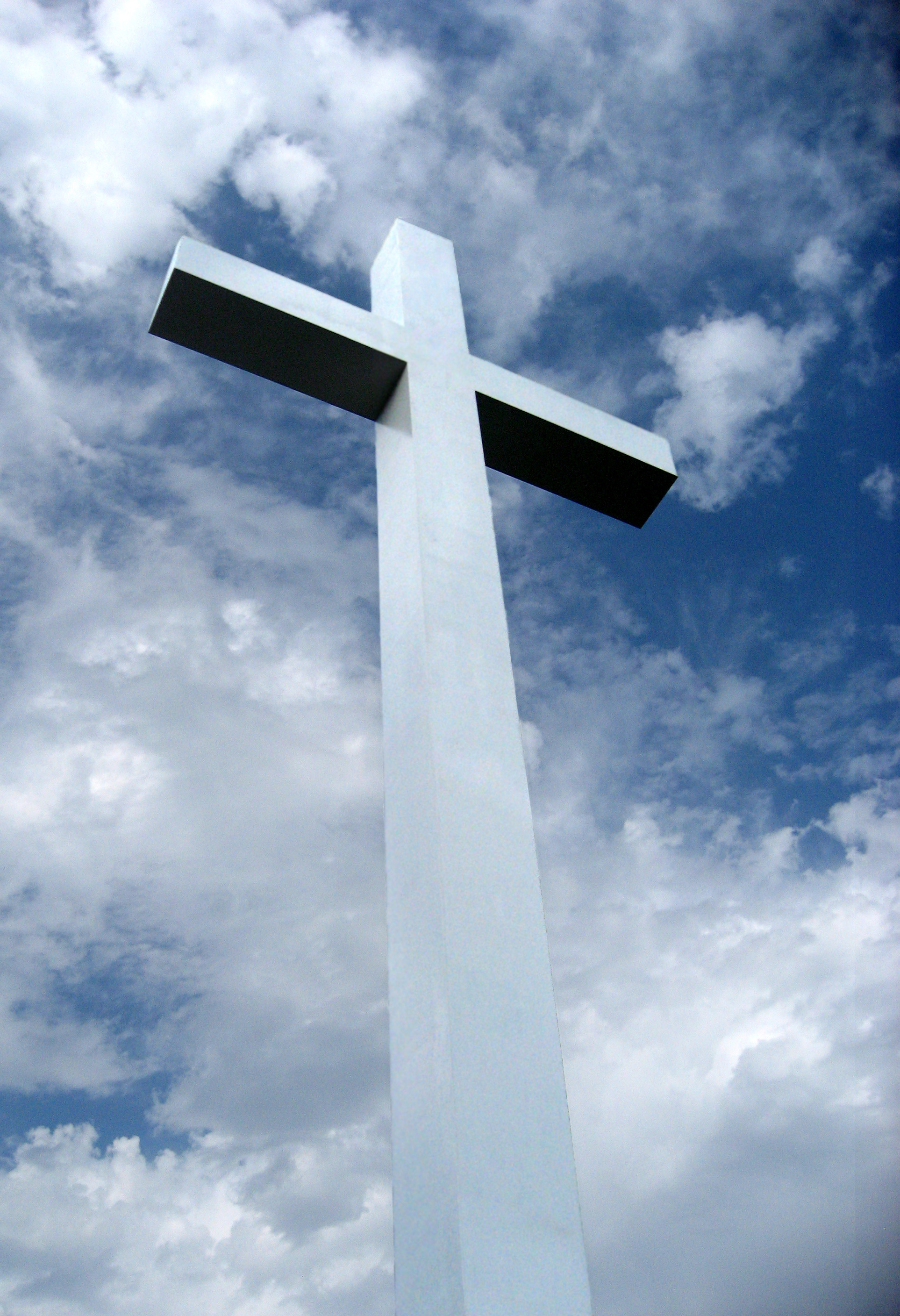
Sagemont Church Cross à l'intersection de la Beltway 8 et I-45 à Houston, Texas, États-Unis. Elle mesure 51,82 mètres et a été inaugurée en 2009.

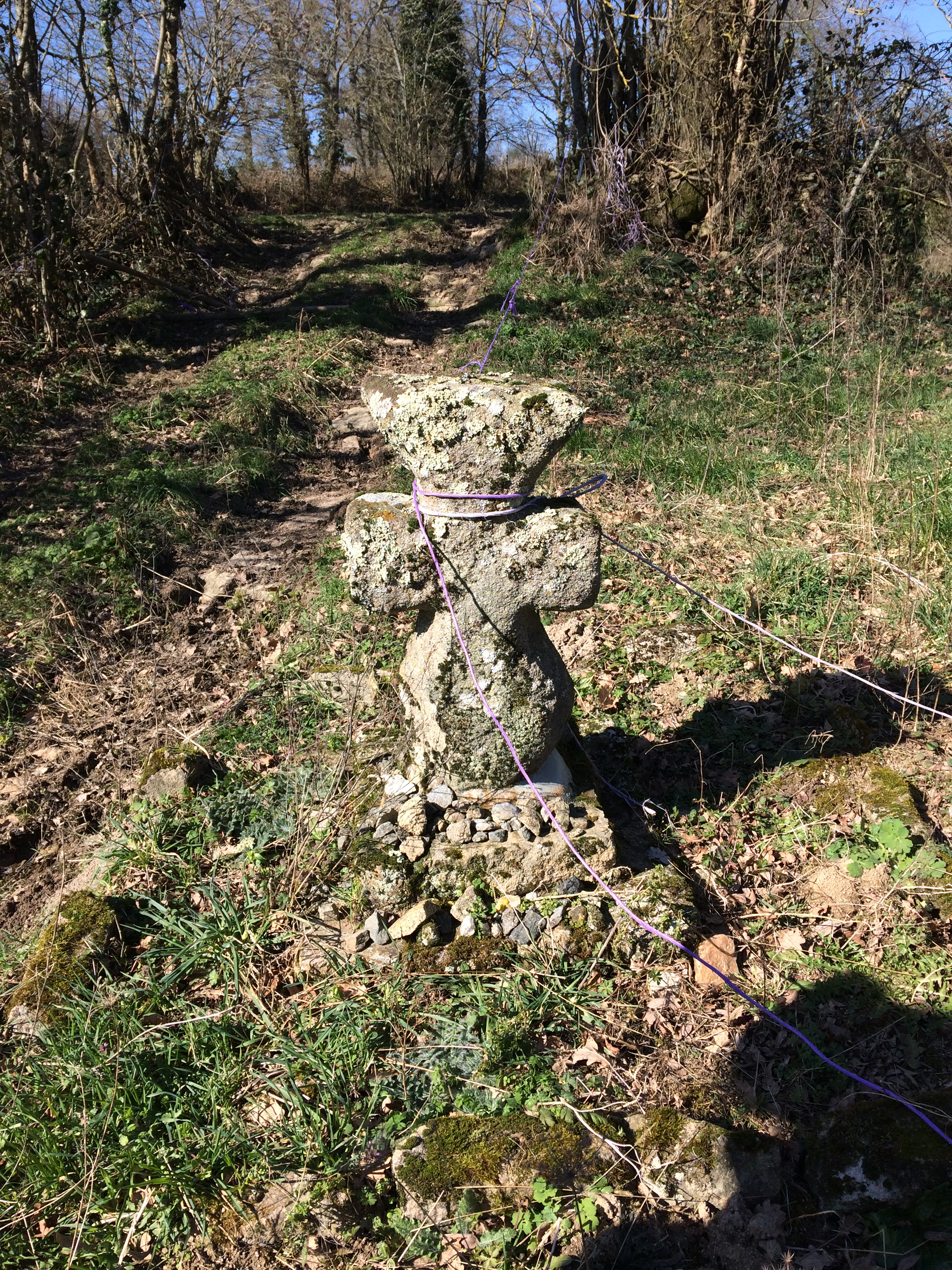
Croix de chemin en granite située à l'entrée de La Chapelle-Baloue (Creuse) en venant de Crozant et auprès de laquelle les pèlerins de Compostelle déposent des cailloux. Elle date probablement du Haut Moyen Âge.

Les croix de chemins sont des croix monumentales qui se sont développées depuis le Moyen Âge. Elles sont de formes, de tailles et de matières variées (bois, granite, aujourd’hui en fonte, fer forgé ou en ciment). Elles agrémentent les bourgs, les hameaux et les villes, ainsi que les routes et symbolisent la foi de la communauté. Elles se multiplient à partir de 1095, date à laquelle le droit d’asile est étendu aux croix de chemins qui ont alors un double rôle de guide et de protection.

## Histoire
La croix de chemin est un symbole chrétien qui s'est répandu principalement à partir du XVIIe siècle en Italie. Elles sont dues à la volonté publique des communautés ou celle privée des familles.
Les premières agrémentent les bourgs et les hameaux et symbolisent l’acte de foi de la communauté. On les rencontre souvent aux carrefours, elles guident le voyageur et le protègent de l’inconnu et des mauvaises rencontres. Elles sont parfois un lieu de pèlerinage comme la croix des rameaux par exemple : chaque année avait lieu une procession très importante jusqu’à la croix où l’on bénissait le buis. Elles sont ornementées de quelques lignes de prières.
Toutes les croix ne sont pas dues à la volonté des communautés, nombreuses sont celles qui ont été érigées à la suite d’une initiative privée, souvent par une famille aisée qui voulait à la fois affirmer sa foi, protéger les siens, obtenir une faveur ou en signe de reconnaissance pour une faveur obtenue. On distingue parfois ce type de croix des précédentes lorsqu'il y était gravé le nom de la famille commanditaire. Parfois, on y trouvait même un blason. À cette fonction où s’exprime la foi populaire, on peut aussi inclure les croix élevées tout près des champs cultivés pour implorer la protection divine contre les fléaux naturels qui affligeaient les récoltes.
Aux croix en bois, qu’on remplaçait pieusement lorsqu’elles tombaient, tous les vingt ans environ, ont succédé des croix en pierre, œuvres de tailleurs de pierre de la région. Ces artisans ont pu, grâce aux libéralités d’un propriétaire aisé, assurer une meilleure longévité à ces fragiles témoins de la piété des campagnes.
Lorsque la croix est érigée, elle est bénie, et fait généralement l’objet d’un culte, : on y faisait le plus souvent des processions, mais pour les croix éloignées des bourgs ou dans des hameaux isolés, les manifestations étaient beaucoup plus humbles : les bergères allant aux champs accrochaient au fût de la croix un rameau de genêt, ou déposaient un bouquet de fleurs, à moins que ce ne soit l'œuvre d'un passant.
Les bergères ont disparu, mais certaines croix sont toujours fleuries et certains hameaux sont très attachés à leur croix et l’entretiennent encore.

## Types
On distingue notamment :

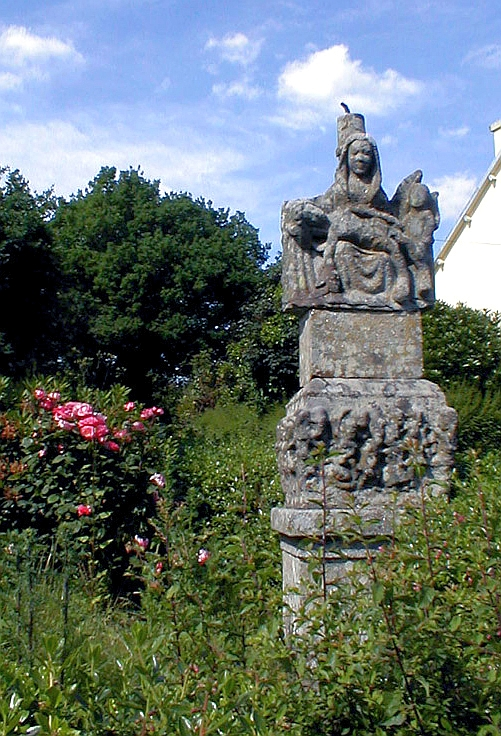
La croix de chemin du Moustoir (Côtes-d'Armor).

- Les croix de carrefour, implantées à la croisée des chemins, guident le voyageur.

Certaines servent de pauses pendant des processions ou des rogations où le curé en tête, muni en plus d'une croix processionnelle, s'arrête bénir les prés et les champs, appelant de bonnes récoltes. Ainsi la croix des rameaux voyait chaque année une procession très importante jusqu’à elle où l’on bénissait le buis. Elles sont ornementées de quelques lignes de prières.
Un certain nombre d'entre elles sont aussi des croix sur la voie des morts : de la maison du défunt à l'église, le convoi funéraire s'arrêtait à toutes les croix pour réciter quelques prières et permettait une pause aux porteurs de la bière. À partir du XVIIIe siècle surtout, les Missions se multiplient dans les paroisses. Là encore on processionne largement puis, pour fêter dignement la clôture de la Mission, on érige une croix de mission dans un grand concours de foule.
- Les « croix mémoriales » sont des témoins. C'est ainsi que le lieu d'une mort brutale, ou au contraire d'un coup de chance, peut faire l'objet de l'érection d'une croix en ex-voto.

Existent également les « croix de peste », qui rappellent et conjurent une épidémie, ou les « croix de pèlerinage », qui le plus souvent ne marquent pas une étape sur un trajet, mais rappellent le pèlerinage du donateur, comme les croix à coquille sur les chemins de Compostelle ou les chemins montois.
- les « croix de limites » servent de bornes. Entrée et sortie des villages sont normalement pourvues d'une croix, mais toutes les limites, religieuses (par exemple les sauvetés au Moyen Âge) ou profanes, pouvaient être ainsi matérialisées.

- Les croix couvertes sont formées d'une croix chrétienne recouverte d'un portique de bois ou de pierre. Les édifices en pierre de ce type sont assez rares, se rencontrent surtout en Provence et datent le plus souvent du XIVe siècle ou du XVe siècle.

## Les croix alpestres
Des croix, difficiles à dater, ont été érigées sur les alpages ou sur des sommités proches des lieux de travail. On peut les nommer croix alpestres. Ainsi près de 70 croix ont été répertoriées sur les sommets fribourgeois.
Vers le milieu du XXe siècle, des croix à connotation religieuse appelées croix de Mission ont été portées sur la montagne. Avec le développement de l’alpinisme, petit à petit, des croix ont été érigées dans les Alpes et les Préalpes. Certaines appartiennent à des croix d’hommage : hommage à des alpinistes disparus en montagne ou reconnus dans le monde de l’alpinisme. Chaque croix bénéficie de la protection d’un « gardien ». Il organise les réparations, le renouvellement du carnet…
La pose d’une croix est souvent associée à sa bénédiction. Des amis musiciens et chanteurs s’associent à la cérémonie. Fixée à la croix ou à proximité, une boîte abrite le livre ou le carnet de la croix. Répertoire météorologique et poétique, il nous donne un inventaire des passages au sommet. Il est également un recueil de confidences et un moyen de communication privilégié. Il offre la possibilité de se confier, de mettre des mots sur certaines souffrances et de se décharger.
Les croix sur les montagnes s’apparentent aux autres points de repères religieux dans le paysage : chemins de croix, chapelles et oratoires, grottes. Les messes et offices célébrés en plein air et dans les chapelles de montagnes connaissent un succès grandissant en offrant aux participants la possibilité de vivre leur foi d’une manière conviviale et proche de la nature.

## Galerie de photos

### Croix anciennes

Croix anciennes
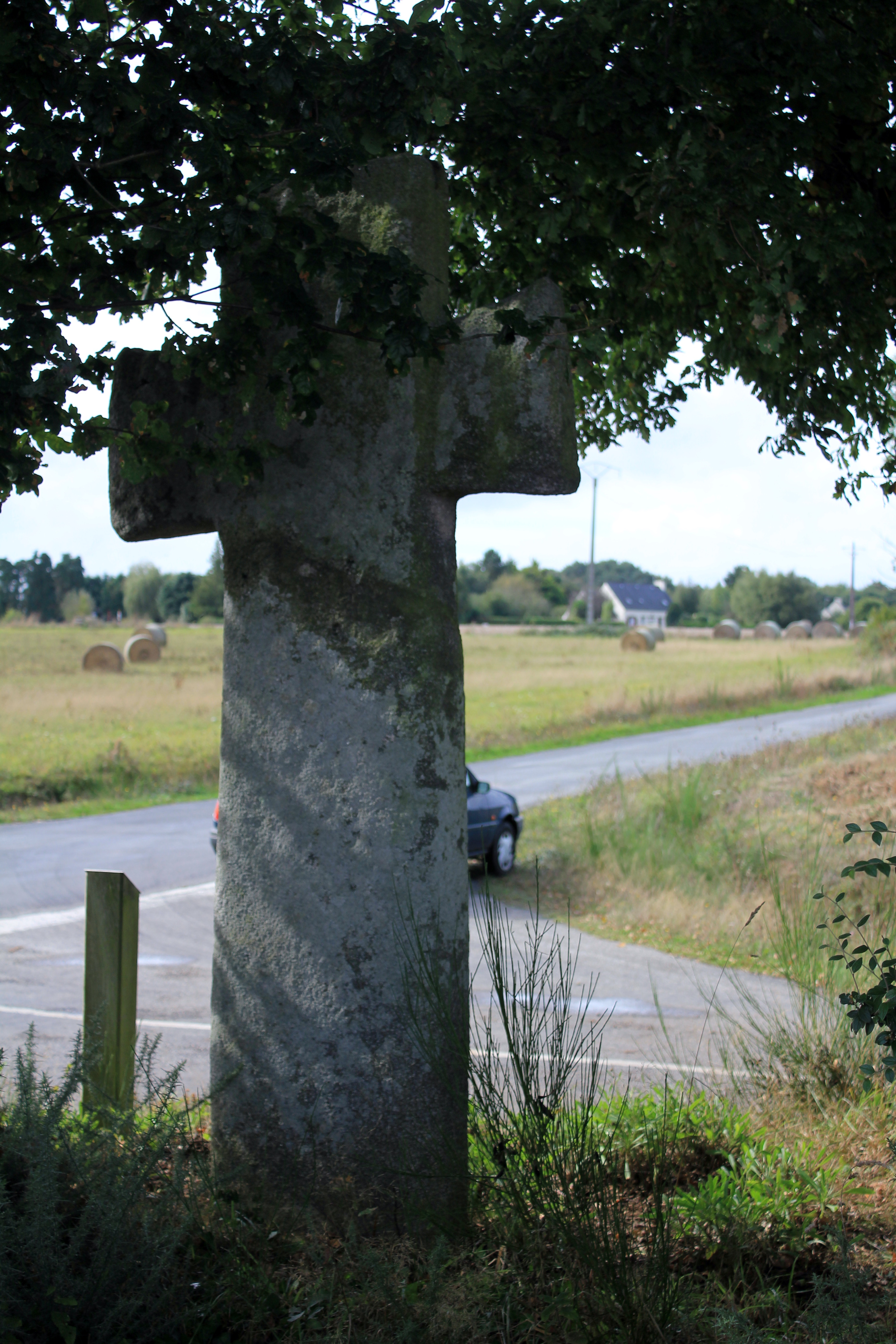
Croix en laiton à Guillac, Morbihan.
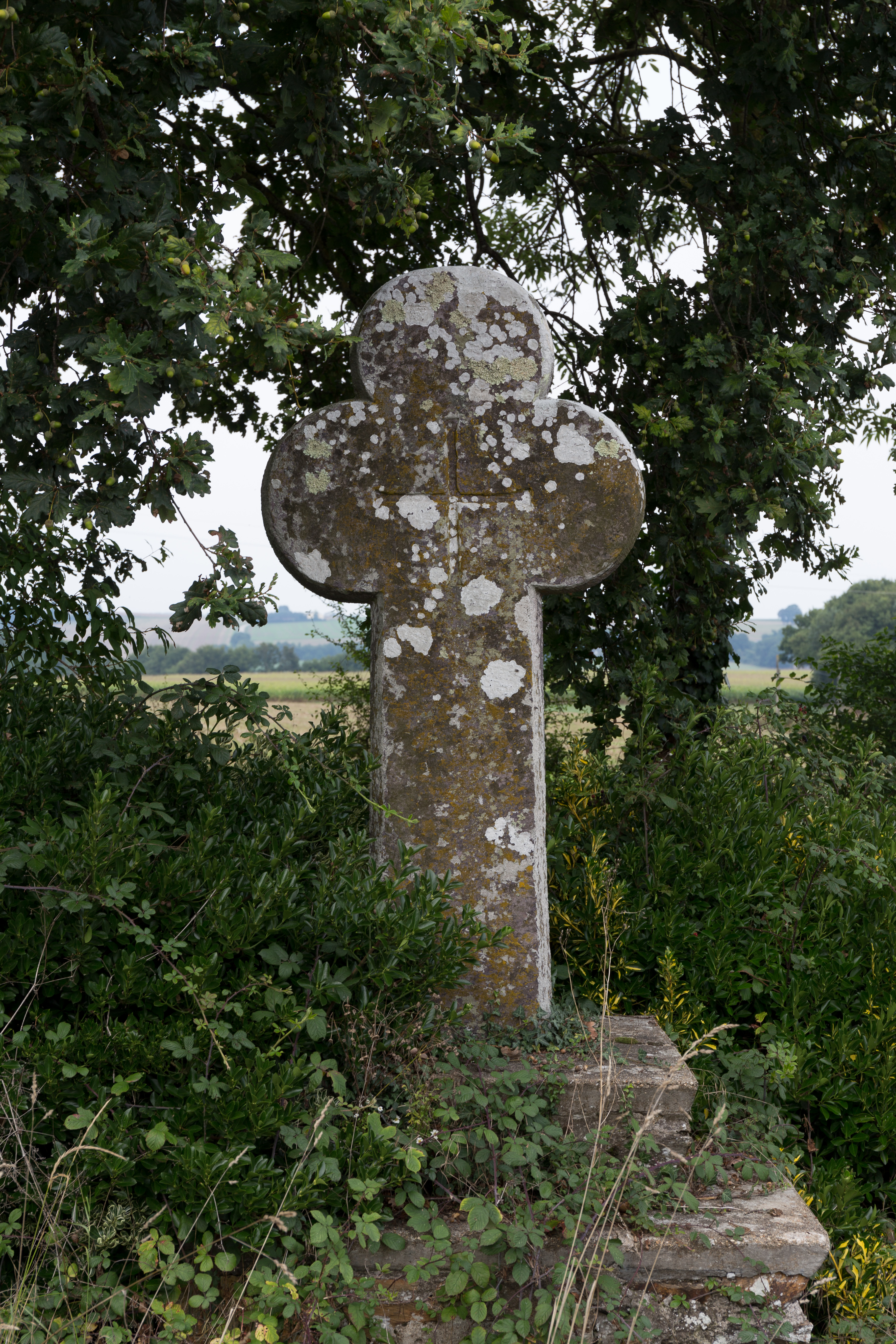
La Croix Valet à Caro, Morbihan.
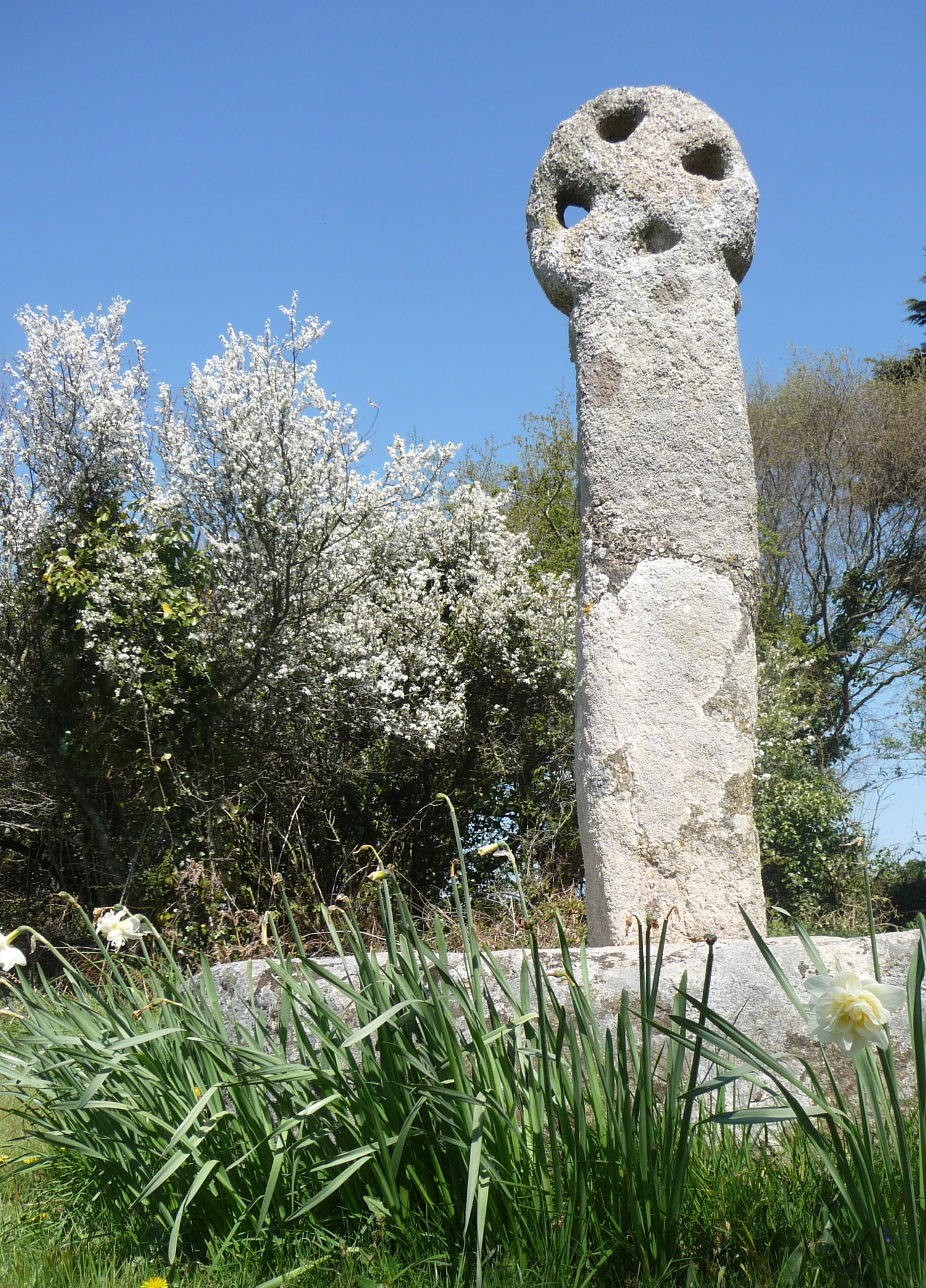
Three Holes Cross à Cornwall.

### Crucifix

Crucifix
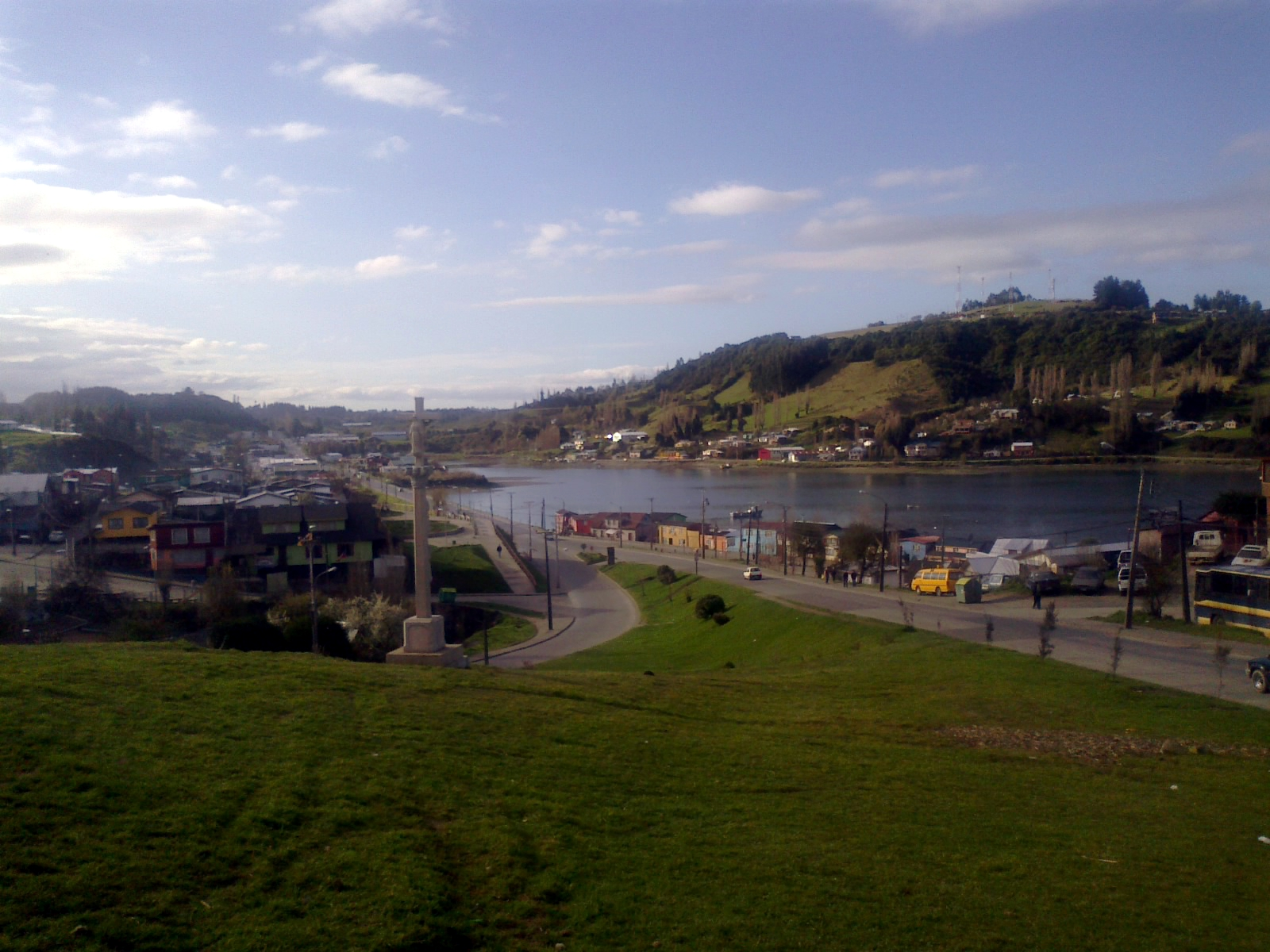
Croix de chemin à Castro (Chili).
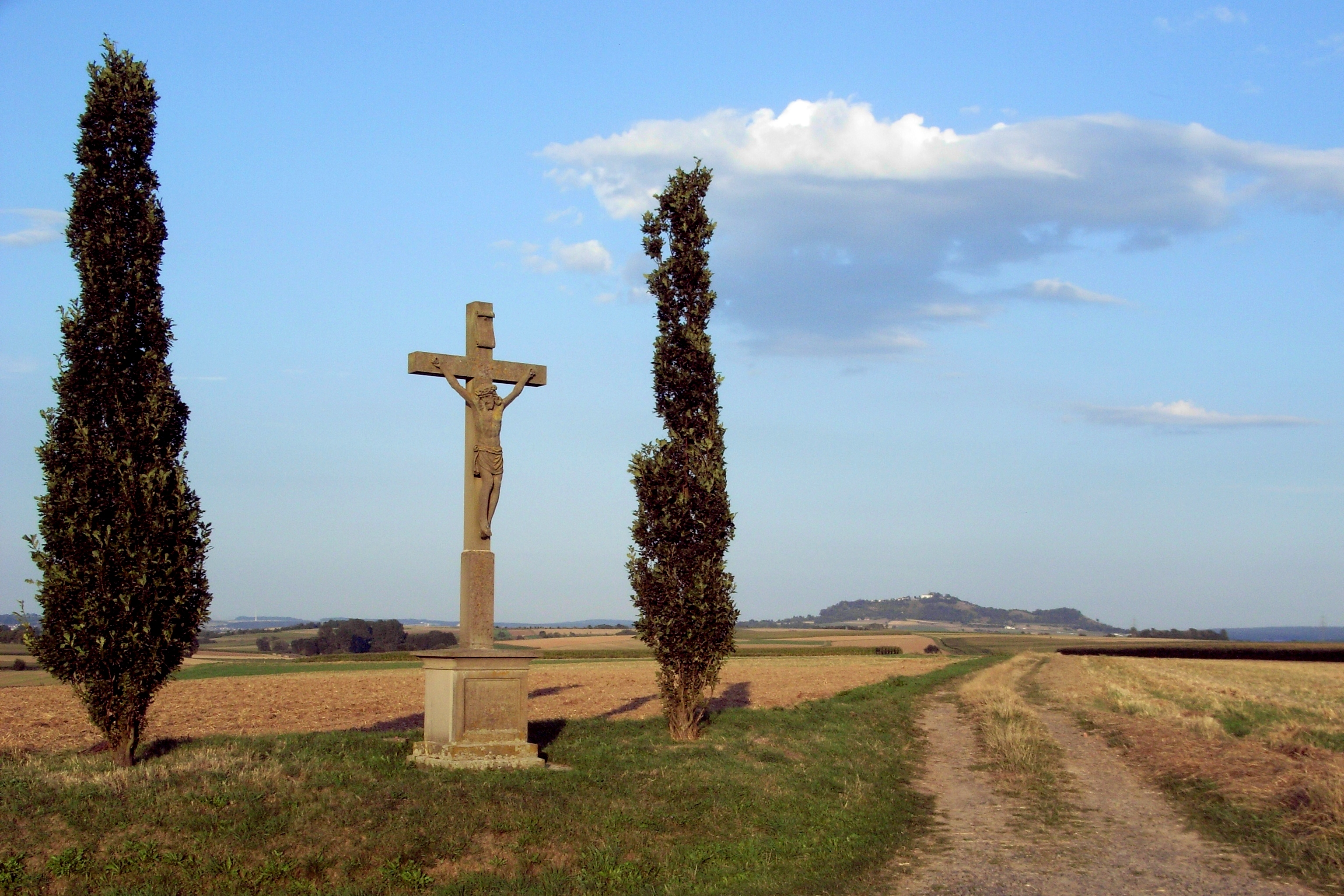
Croix de chemin entre Marburg-Bauerbach et Marburg-Schröck sur la K35, Allemagne.
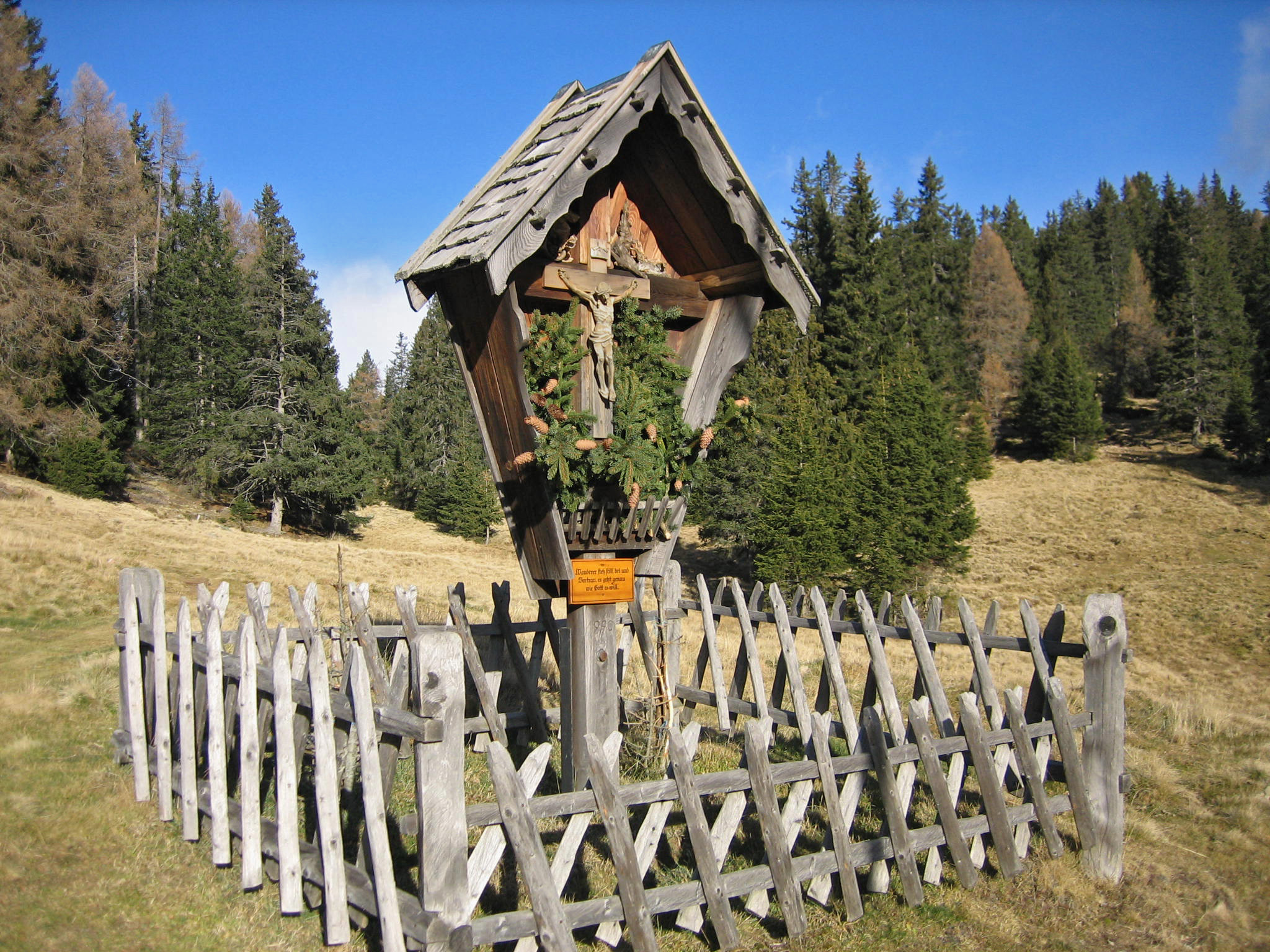
Croix de chemin sur le Salten à Vöran, Tyrol du Sud, Italie.
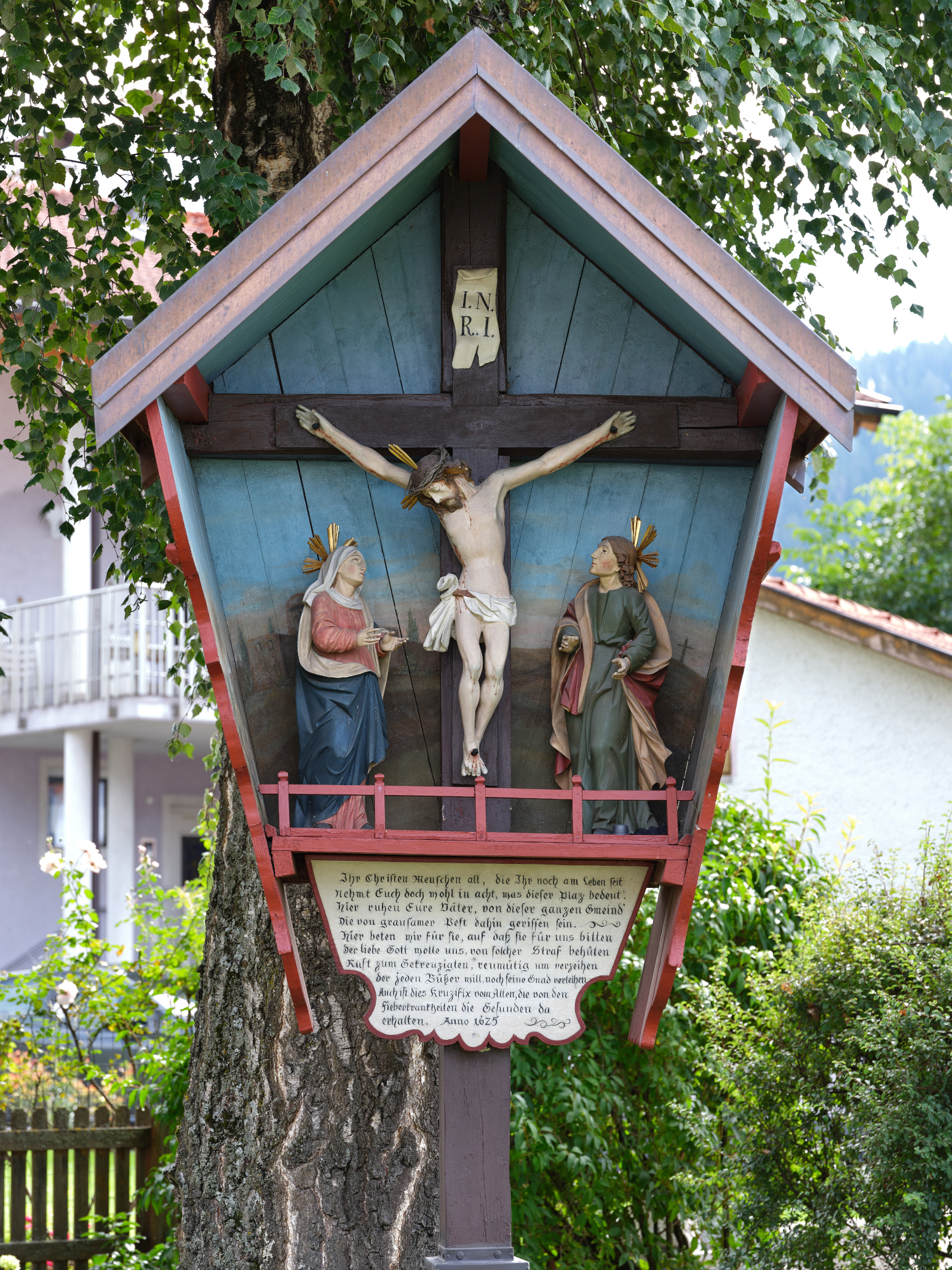
Croix de chemin en bois à Vols, Tyrol, Autriche.
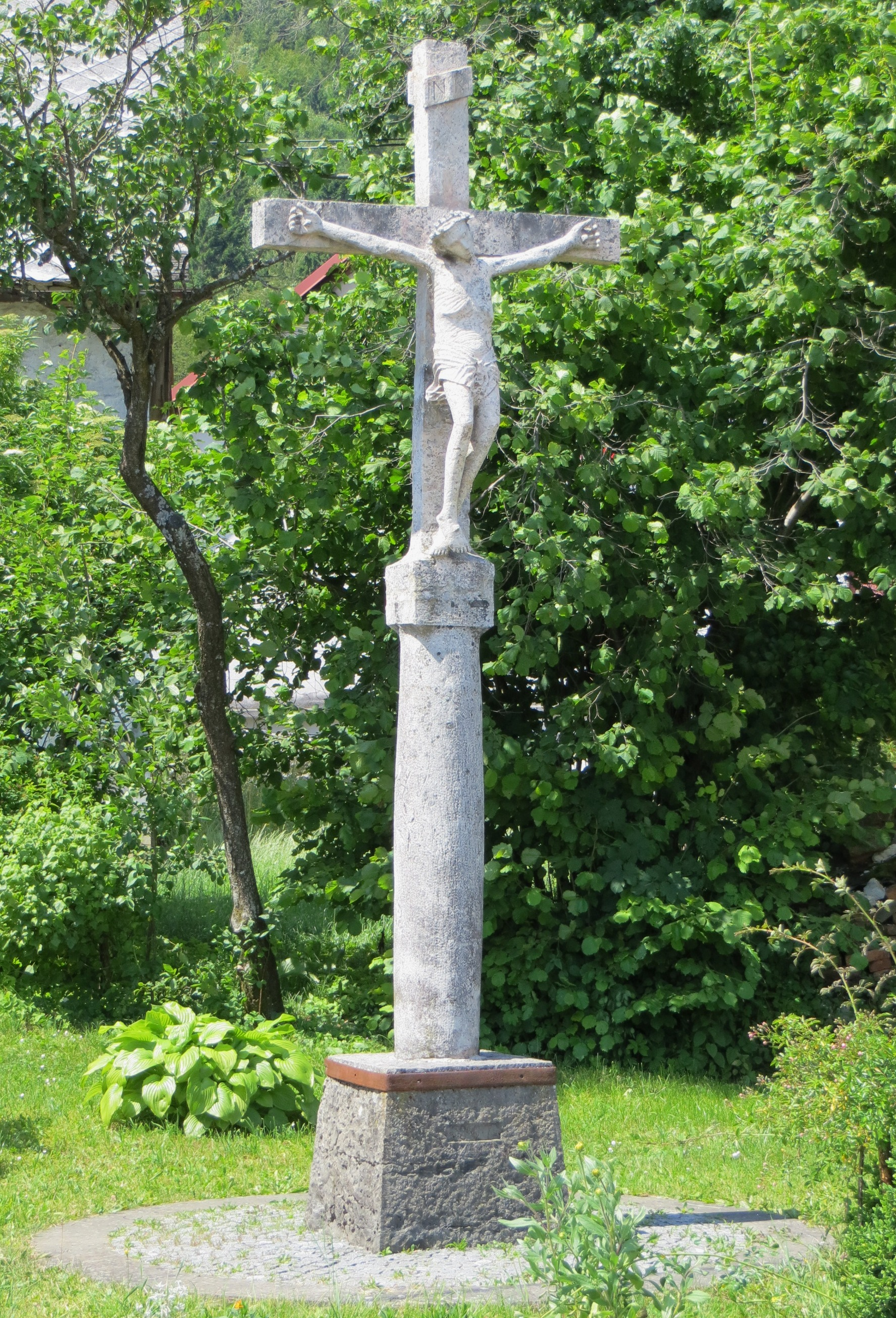
Croix de chemin à Idrija, Slovénie.
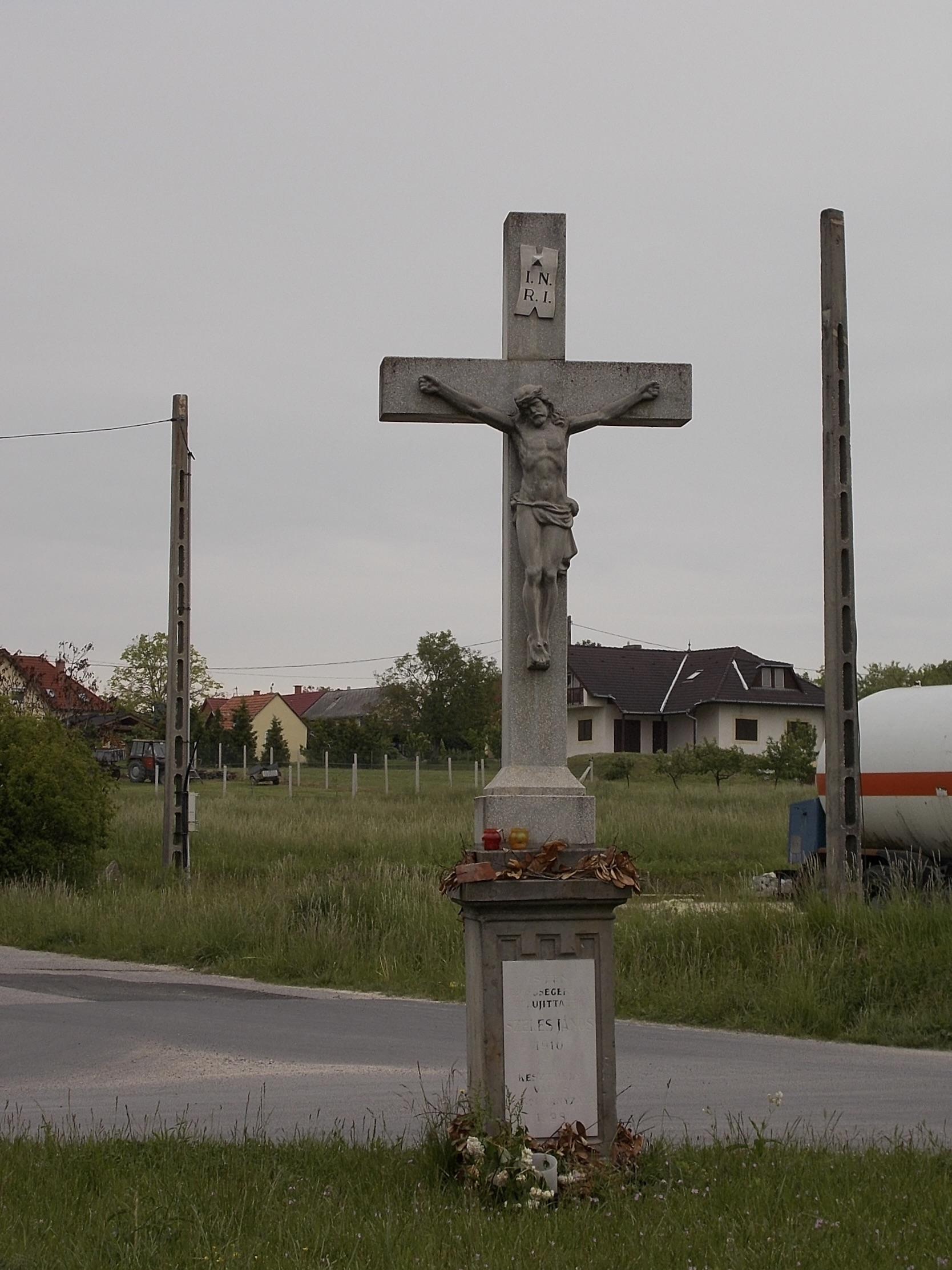
Croix en bois à Keszthely, Hongrie.

### Croix

Croix
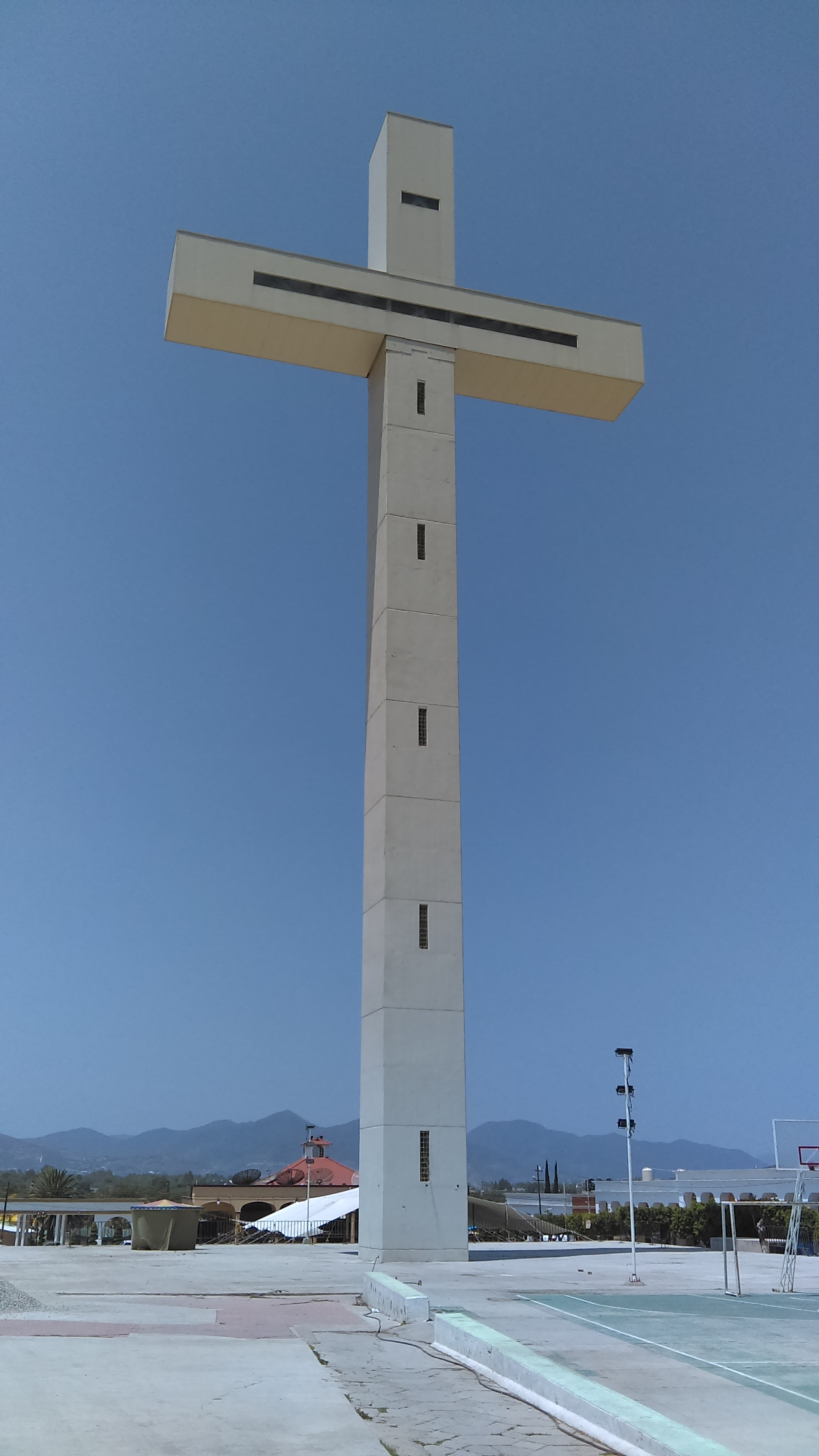
Croix de chemin à El Arenal (Jalisco), Mexique.
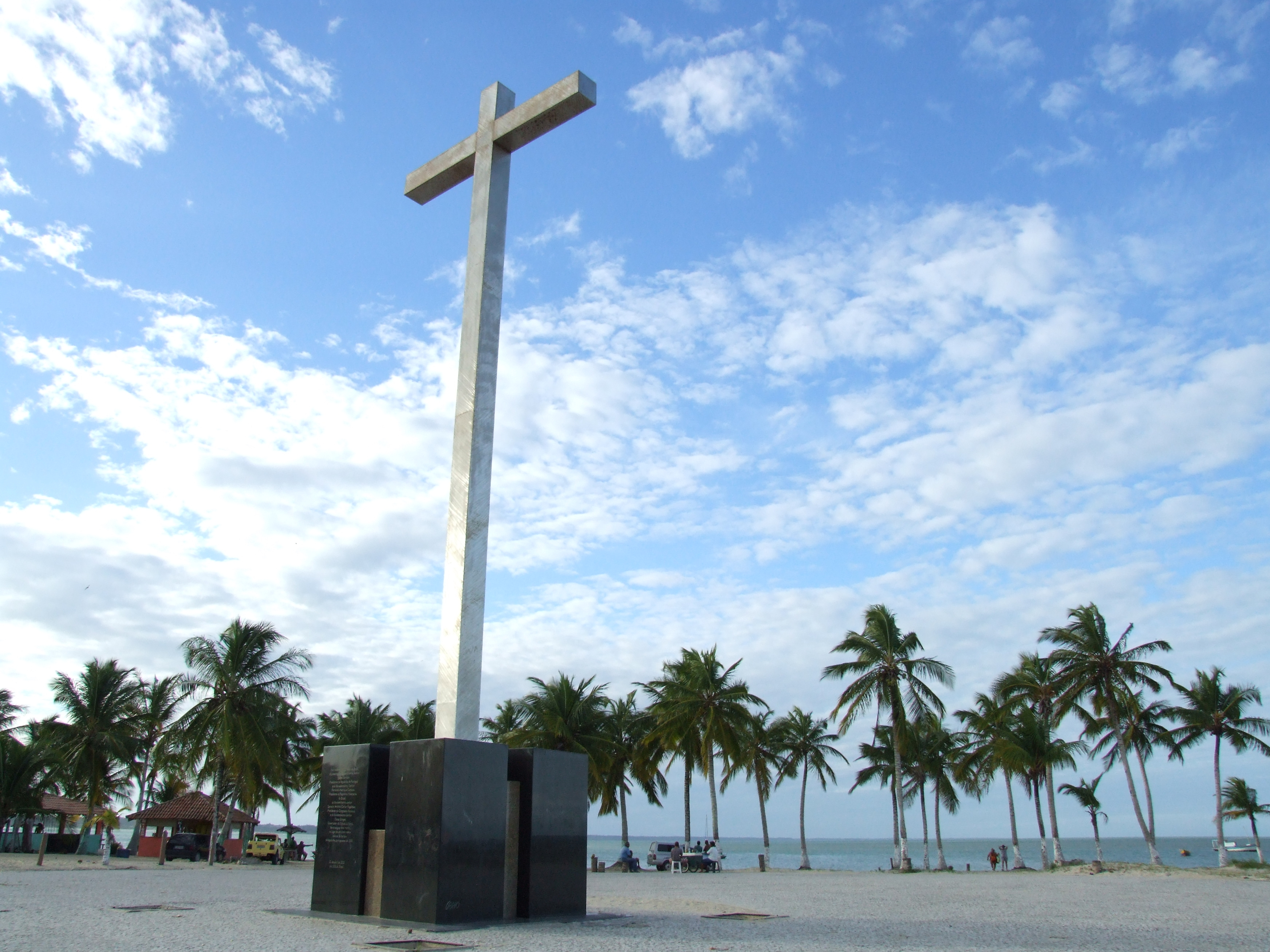
Croix de chemin à Santa Cruz Cabrália, Brésil.
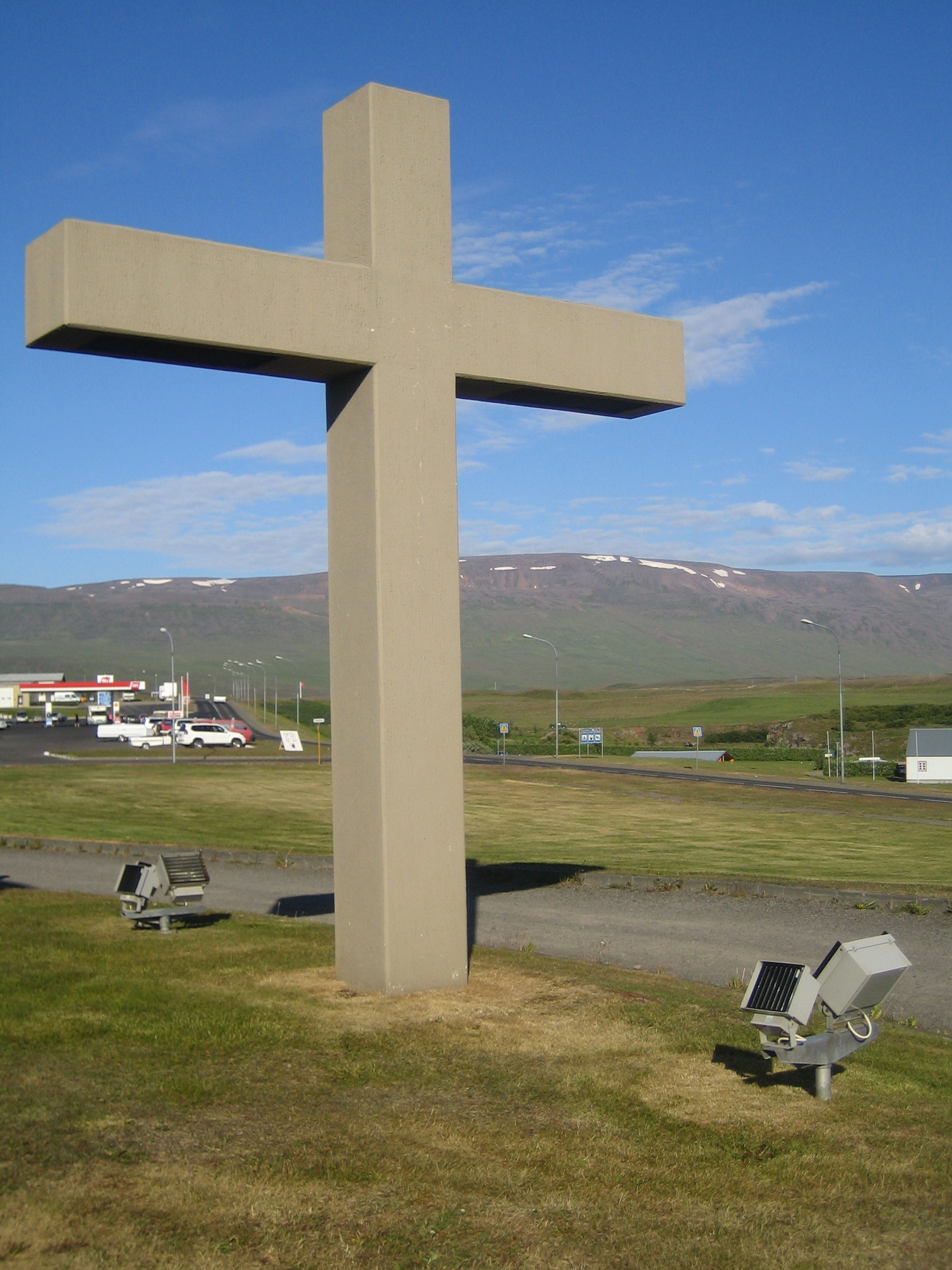
Croix de chemin à Blönduós, Islande.
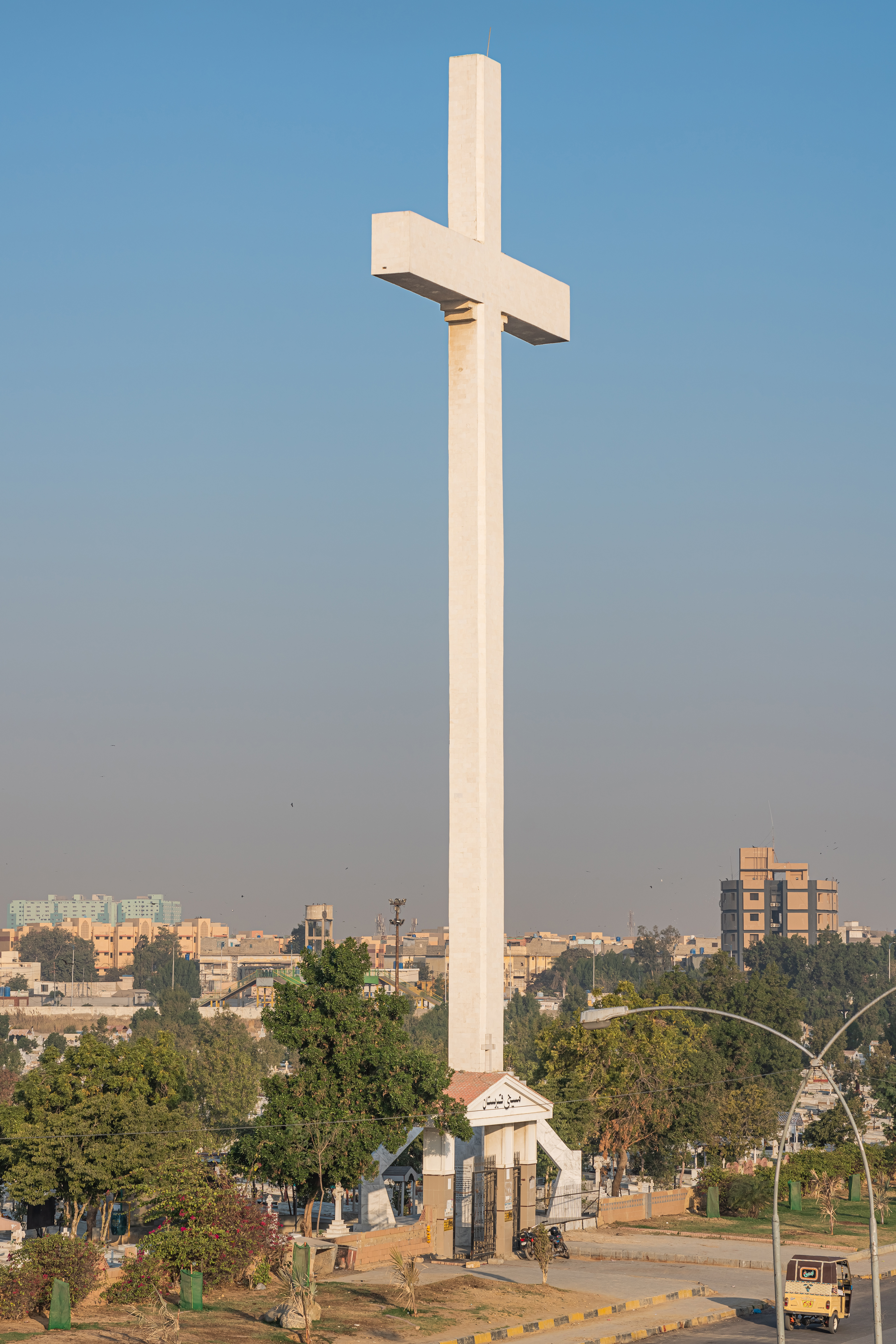
Croix de chemin à Karachi, Pakistan.
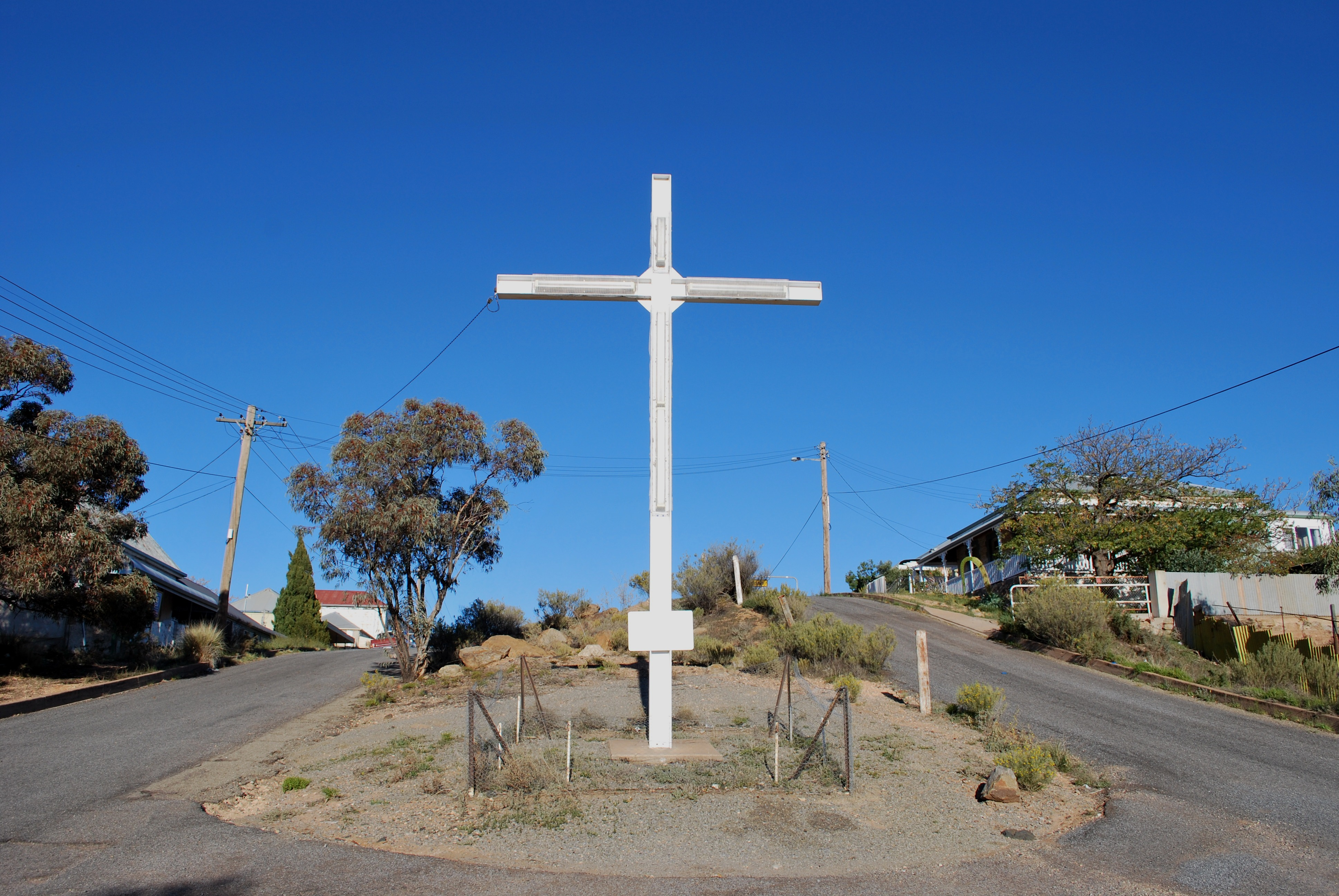
Croix de chemin à Broken Hill, Australie.